# Robert Picault
Pour les articles homonymes, voir Picault.
 (août 2023).
La mise en forme du texte ne suit pas les recommandations de Wikipédia : il faut le « wikifier ».
Les points d'amélioration suivants sont les cas les plus fréquents :
- Les titres sont pré-formatés par le logiciel. Ils ne sont ni en capitales, ni en gras.
- Le texte ne doit pas être écrit en capitales (les noms de famille non plus), ni en gras, ni en italique, ni en « petit »…
- Le gras n'est utilisé que pour surligner le titre de l'article dans l'introduction, une seule fois.
- L'italique est rarement utilisé : mots en langue étrangère, titres d'œuvres, noms de bateaux, etc.
- Les citations ne sont pas en italique mais en corps de texte normal. Elles sont entourées par des guillemets français : « et ».
- Les listes à puces sont à éviter, des paragraphes rédigés étant largement préférés. Les tableaux sont à réserver à la présentation de données structurées (résultats, etc.).
- Les appels de note de bas de page (petits chiffres en exposant, introduits par l'outil «  Source ») sont à placer entre la fin de phrase et le point final[comme ça].
- Les liens internes (vers d'autres articles de Wikipédia) sont à choisir avec parcimonie. Créez des liens vers des articles approfondissant le sujet. Les termes génériques sans rapport avec le sujet sont à éviter, ainsi que les répétitions de liens vers un même terme.
- Les liens externes sont à placer uniquement dans une section « Liens externes », à la fin de l'article. Ces liens sont à choisir avec parcimonie suivant les règles définies. Si un lien sert de source à l'article, son insertion dans le texte est à faire par les notes de bas de page.
- La présentation des références doit suivre les conventions bibliographiques. Il est recommandé d'utiliser les modèles {{Ouvrage}}, {{Chapitre}}, {{Article}}, {{Lien web}} et/ou {{Bibliographie}}. Le mode d'édition visuel peut mettre en forme automatiquement les références.
- Insérer une infobox (cadre d'informations à droite) n'est pas obligatoire pour parachever la mise en page.

Pour une aide détaillée, merci de consulter Aide:Wikification.
Si vous pensez que ces points ont été résolus, vous pouvez retirer ce bandeau et améliorer la mise en forme d'un autre article.
Robert Picault, né le 16 octobre 1919 à Paris et mort le 30 octobre 2000 à Cannes, est un céramiste, designer, photographe et cinéaste français.
Il est l’un des pionniers et l’une des figures du renouveau de la céramique de Vallauris à partir de 1945. Son travail photographique et cinématographique issu de sa collaboration amicale avec Pablo Picasso fait l’objet d’expositions et de publications en France et à l’international,.

## Biographie
Robert Picault est formé à l’école des Arts-Appliqués de Paris. A la faveur d’une proposition de poste de professeur de peintures en lettres, il part en éclaireur avec l’idée de fonder un atelier de céramique avec ses camarades Roger Capron et Jean Derval, rencontrés à l’école de la rue Dupetit-Thouars. Il arrive à Golfe-Juan le 12 décembre 1945. C’est à cette époque qu’il rencontre pour la première fois Pablo Picasso. En 1946 Roger Capron le rejoint, ils fondent ensemble l’atelier Callis, avant que Jean Derval ne les rejoigne un an plus tard.
A l’été 1946, Robert Picault organise avec Roger Capron et le concours de Suzanne Ramié la première exposition du Nérolium réunissant les premières créations des deux amis et celles d’une vingtaine de potiers de Vallauris. L’événement est un succès, l’originalité de leur production utilitaire et décorative tournée par Picault est notamment saluée par la revue Le décor d’aujourd’hui, l’Atelier Callis prend de l’ampleur.
L’exposition réitérée jusqu’en 1964 présente à partir de 1948 les céramiques de Pablo Picasso qui en dessine dorénavant l’affiche et attire la venue de personnalités telles que Jacques Prévert, Yves Montand, Simone Signoret ou Jean Cocteau,.
L’exposition du Nérolium initiée par Robert Picault et Roger Capron est à l’origine de la création en 1966 d’un Concours national de la céramique puis de la première Biennale Internationale de céramique d’art en 1968.
En 1948, il quitte l’aventure Callis poursuivie par Roger Capron et Jean Derval jusqu’en 1949, et fonde la Poterie Picault.
Il y développe en multipliant les expérimentations un style épuré et emblématique de pièces utilitaires et uniques cuites au four à bois, tournées et décorées de sa main : pièces au décor d’engobe blanc ou sgraffito sur fond d’alquifoux réinterprété par l’ajout d’oxyde de fer rouge et de cuivre à l’origine des décors verts et bruns caractéristiques de sa production, pièces non décorées à l’émail noir métallisé qu’il est le premier à réaliser par mélange d’oxyde de cuivre et de manganèse, bleus profonds, motifs géométriques, oiseaux,  poissons, portraits et nus féminins à traits larges et enlevés. Dans ce temps d’expérimentation artisanale, son œuvre personnelle est le creuset des futures productions de la Poterie Picault. Si les formes peuvent être produites en série, les variations du motif et son exécution singularisent chaque pièce.
C’est sur ce principe que la Poterie Picault se développe, passant de deux employés en 1948 à vingt-cinq en 1955. Les pièces réalisées sur les modèles de formes et de décors créés par Robert Picault selon une grammaire de motifs simples mais infiniment variés font le succès de ces œuvres utilitaires et abordables pouvant passer du four domestique à la table des convives.
Dès ses premières productions un principe est au coeur des innovations Picault :  il entend « faire du beau pour tous ». En 1951 ses recherches sont récompensées par une médaille d’or à la IXe Triennale de Milan. Au début des années 1950 les productions de la Poterie Picault s’exportent jusqu’aux États-Unis. La plupart sont décorées en vert de cuivre et brun de fer sur émail stannifère blanc, ou unies d’un émail noir métallisé. Les pièces produites en série sont signées du monogramme RP tandis que les pièces qu’il continue à réaliser entièrement de sa main sont signées Robert Picault en toutes lettres.

« Profondément attaché à la réunion -chère aux avant-gardes- de l’art et de la vie, Picault œuvre à promouvoir un art tourné vers la quotidienneté. Il invente une nouvelle peau pour une cérémonie hors d'âge, sûr que l'humain et le partage sont la base de la vie heureuse. […] Il sera sa vie durant au cœur des enjeux céramiques de la seconde moitié du vingtième siècle, de l'importance nouvelle de la céramique architecturale à l'avènement d'une céramique utilitaire d'une extrême actualité où la force de la série s'appuie sur le caractère unique de chaque pièce. »

— Augustin David
Depuis 1949 Pablo Picasso est installé dans l’atelier voisin de la Poterie Picault, chemin du Fournas. Les deux hommes se lient d’amitié et fréquentent quotidiennement leurs ateliers respectifs.
En 1950, dans la cour de l’atelier du Fournas, Robert Picault documente en voisin et ami le tournage de La mort de Charlotte Corday réalisé par Pablo Picasso et Frédéric Rossif. Les photographies du tournage de ce film aujourd’hui perdu sont les seuls éléments rendant compte des thèmes et techniques variées de ces séquences : parodie de la toile de Jacques Louis-David La Mort de Marat donnant son titre au film, épisodes des aventures de Don Quichotte relatés à partir de corps peints par Picasso, céramiques, figurines, peintures, et matériaux divers. Jacques Prévert, André Verdet et Françoise Gilot rendent visite au tournage.  
La même année ils réalisent ensemble une pièce qui porte leurs deux signatures : Couple étrusque (Pablo et Françoise).
En 1951, Robert Picault filme une corrida à laquelle il assiste à l’invitation de Pablo Picasso. Il adjoint au montage les jeux d’enfants mimant le spectacle tauromachique qu’il filme dans les rues d’Arles à l’occasion d’une autre visite avec Picasso. Picault projette le film à Picasso qui propose d’y ajouter une corrida de figurines de papier qu’il peint et anime sous l’œil de la caméra de Picault. À la suite d’un prêt à la Cinémathèque de Paris, le montage original de ce film disparaît. Des extraits des trois parties sont aujourd’hui conservées au Musée Picasso de Paris.
Sa relation artistique avec Pablo Picasso continue après que celui-ci déménage à Cannes en 1955. Robert Picault produit notamment des carrelages réalisés spécifiquement pour les peintures que Picasso y réalise.
Plus de 350 photos conservées par la Réunion des Musées Nationaux - Grand Palais témoignent de ces années de collaboration amicale entre Picasso et celui qu’il qualifie d’« incomparable maître céramiste »,et documentent « l’âge d’or de Vallauris » dans les années 1950.
En 1963, Robert Picault devient le premier directeur artistique des céramiques de la Cerasarda créées par l’Aga Khan sur la côte d’émeraude sarde. Les modèles créés pour les éditions Cerasarda incluent carrelages et pièces décoratives de lignes radicales à l’émail rouge vif ou jaune. Certains carrelages sont visibles à l’hôtel Cala di Volpe de Porto Cervo, œuvre de l’architecte Jacques Couëlle. Robert Picault dirigera les collections Cerasarda jusqu’en 1966.
En 1978, la manufacture Céramiques Boutal confie à Robert Picault la décoration de certains carreaux. La manufacture Salernoise lui fournira aussi l'argile nécessaire pour lancer son grand projet en Sardaigne.
A son retour en France, il devient directeur artistique des Faïenceries Longchamps pour lesquelles il réalise de nombreuses collections de carrelage et services de table tandis qu’il continue la création de modèles, décors et pièces uniques pour la Poterie Picault en plus d’intensifier sa production de peinture.